# Lancaster (Wisconsin)
Lancaster város az USA Wisconsin államában, Grant megyében, melynek megyeszékhelye is. Lakosainak száma 3907 fő (2020. április 1.).

## Népesség
A település népességének változása:
| Lakosok száma | 1069 | 3868 | 3907 |
|               | 1880 | 2010 | 2020 |